# Csomós ebír
A csomós ebír (Dactylis glomerata) az egyszikűek (Liliopsida) osztályának a perjevirágúak (Poales) rendjébe, ezen belül a perjefélék (Poaceae) családjába tartozó faj.

## Előfordulása
A csomós ebír eredeti elterjedési területe Eurázsia, Írországtól Indiáig és Mongóliáig, valamint Északnyugat-Afrika, de behurcolva vagy meghonosodva szinte valamennyi mérsékelt övi területen igen gyakori. Manapság minden kontinensen fellelhető. A csomós ebír egyike a legismertebb mezőgazdasági füveinknek. A nagy fű- illetve szénatermésre telepített gyepek állandó tagja. Korán kihajt, kaszálás vagy legelés után is gyorsan sarjadzik. Nagy hozamú, de csak kellően korai kaszálás esetén ad magas értékű takarmányt. Kerti pázsitba durva, szürkészöld levelei miatt nem való.

## Alfajai
- Dactylis glomerata subsp. glomerata
- Dactylis glomerata subsp. hispanica (Roth) Nyman, Consp. Fl. Eur.: 819 (1882)
- Dactylis glomerata subsp. judaica Stebbins & D.Zohary, Univ. Calif. Publ. Bot. 31: 11 (1959)
- Dactylis glomerata subsp. juncinella (Bory ex Boiss.) Stebbins & D.Zohary, Univ. Calif. Publ. Bot. 31: 13 (1959)
- Dactylis glomerata subsp. lobata (Drejer) H.Lindb., Finska Vetensk. Soc. Forh. 38(13): 9 (1906)
- Dactylis glomerata subsp. lusitanica Stebbins & D.Zohary, Univ. Calif. Publ. Bot. 31: 13 (1959)
- Dactylis glomerata subsp. mairei Stebbins & D.Zohary, Univ. Calif. Publ. Bot. 31: 15 (1959)
- Dactylis glomerata subsp. nestorii Rosselló & L.Sáez, Anales Jard. Bot. Madrid 56: 396 (1998)
- Dactylis glomerata subsp. reichenbachii (Hausm. ex Dalla Torre & Sart.) Stebbins & D.Zohary, Univ. Calif. Publ. Bot. 31: 9 (1959)
- Dactylis glomerata subsp. santai Stebbins & D.Zohary, Univ. Calif. Publ. Bot. 31: 14 (1959)
- Dactylis glomerata subsp. smithii (Link) Stebbins & D.Zohary, Univ. Calif. Publ. Bot. 31: 18 (1959)
- Dactylis glomerata nothosubsp. intercedens (Domin) Acedo, Stud. Bot. 9: 158 (1990 publ. 1991)

## Megjelenése
A csomós ebír 60-120 centiméter magas, sűrűn gyepes fűféle. Dús, bojtos gyökérzete mélyre lehatol a talajba, tarackokat nem képez. Életrevalóságára jellemző, hogy a tő kedvező körülmények esetén egy év alatt 50-60 hajtást képes fejleszteni. Sarjhajtásai télen ‒ az előző évi levelek visszamaradó levélhüvelyébe zárva ‒ zöldek maradnak, ezért tavasszal már április elején kihajt.
A szürkészöld színű levél zárt, érdes hüvelyű, 5-10 milliméter széles, a nyelvecske (ligula) széthasadozó. A levélhüvely eleinte zárt, kissé érdes vagy sima, laposan összenyomott, hasi és háti varrata kifejezetten ormós, ezért erősen kétélű. A levéllemez alja vályúszerűen összehajló, feljebb lapos, 20-40 centiméter hosszú, 5-15 milliméter széles, csúcsa hegyes. Fülecskék (auricula) nincsenek. A levéllemez tövén 3-5 milliméter hosszú, fogazott és többnyire széthasadó nyelvecske található.
A virágzat egyoldalra néző, háromszög alakú, kétszeresen elágazó, tömött buga, virágzáskor az alsó ágak elállóak. A füzérke 5-9 milliméter hosszú, összenyomott, 3-5 virágú. A pelyva vastag, vöröslő, a toklász erősen eres, görbült, két oldala egyenlőtlen széles, szálkába keskenyedő. A felső pelyva és toklász ormója merev szőrzetű. Termése szem. A virágzási ideje májustól július végéig, néha októberig is tart.

## Életmódja
A csomós ebír üde vagy közepesen száraz, tápanyagban gazdag talajokon nő. Réteken, legelőkön, füves lejtőkön, tölgyesekben, cserjésekben, utak mentén, gyomtársulásokban él. Nitrogénjelző növény.

## Rokon faj
Az erdei ebír (Dactylis polygama) élénkzöld, kecsesebb termetű; nyírkos vagy üde vályogtalajú erdőkben nő.

## Képek

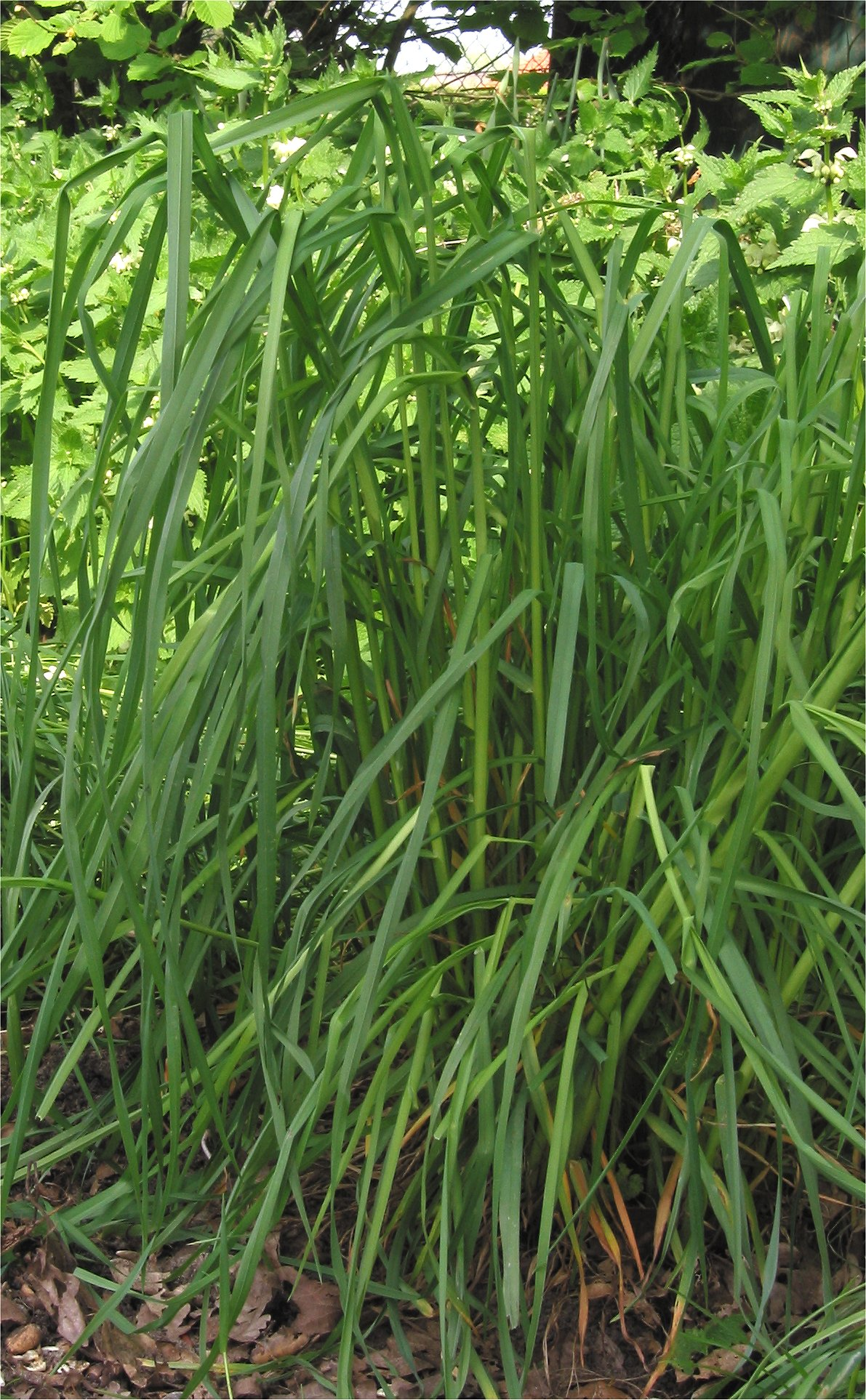
a növény
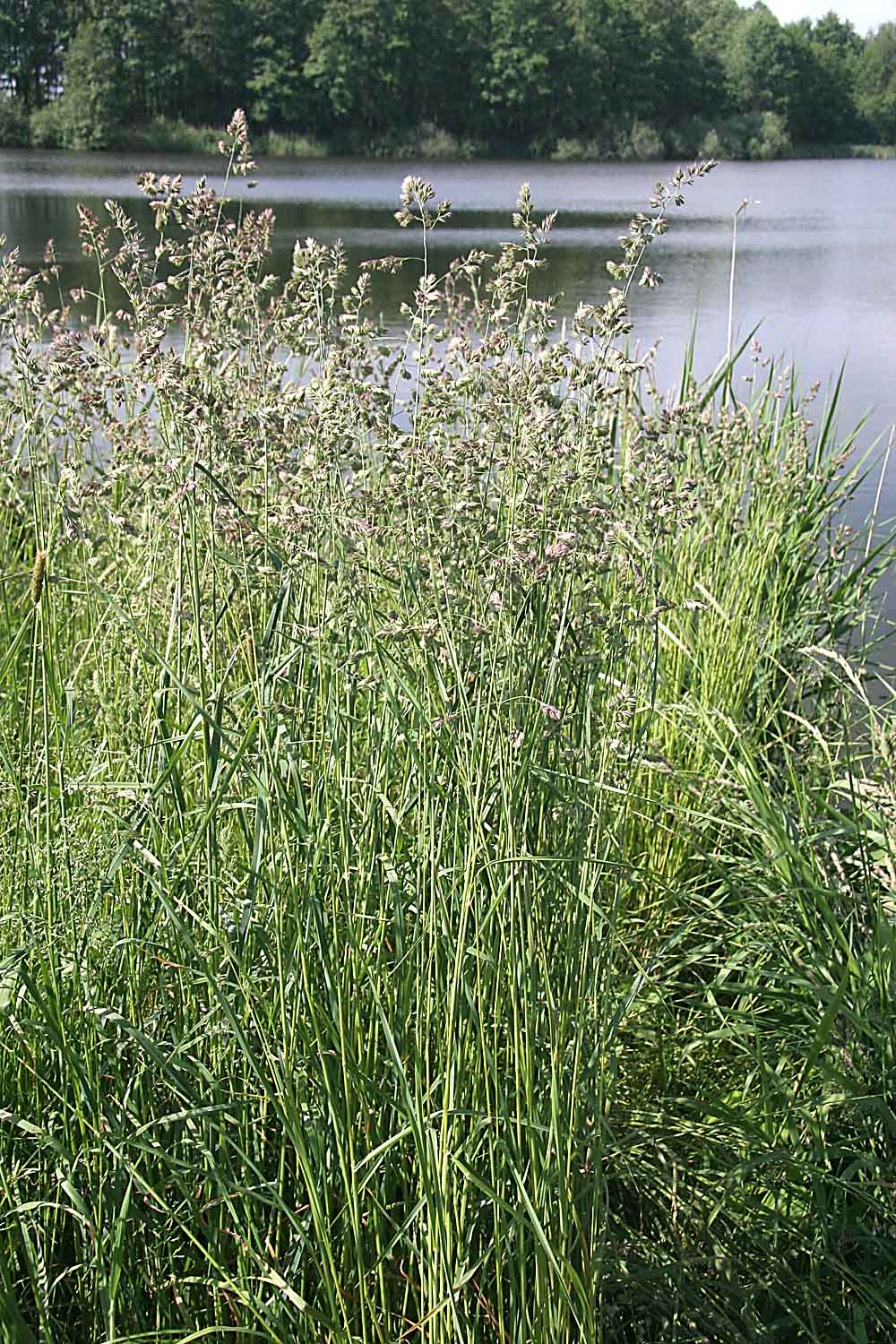
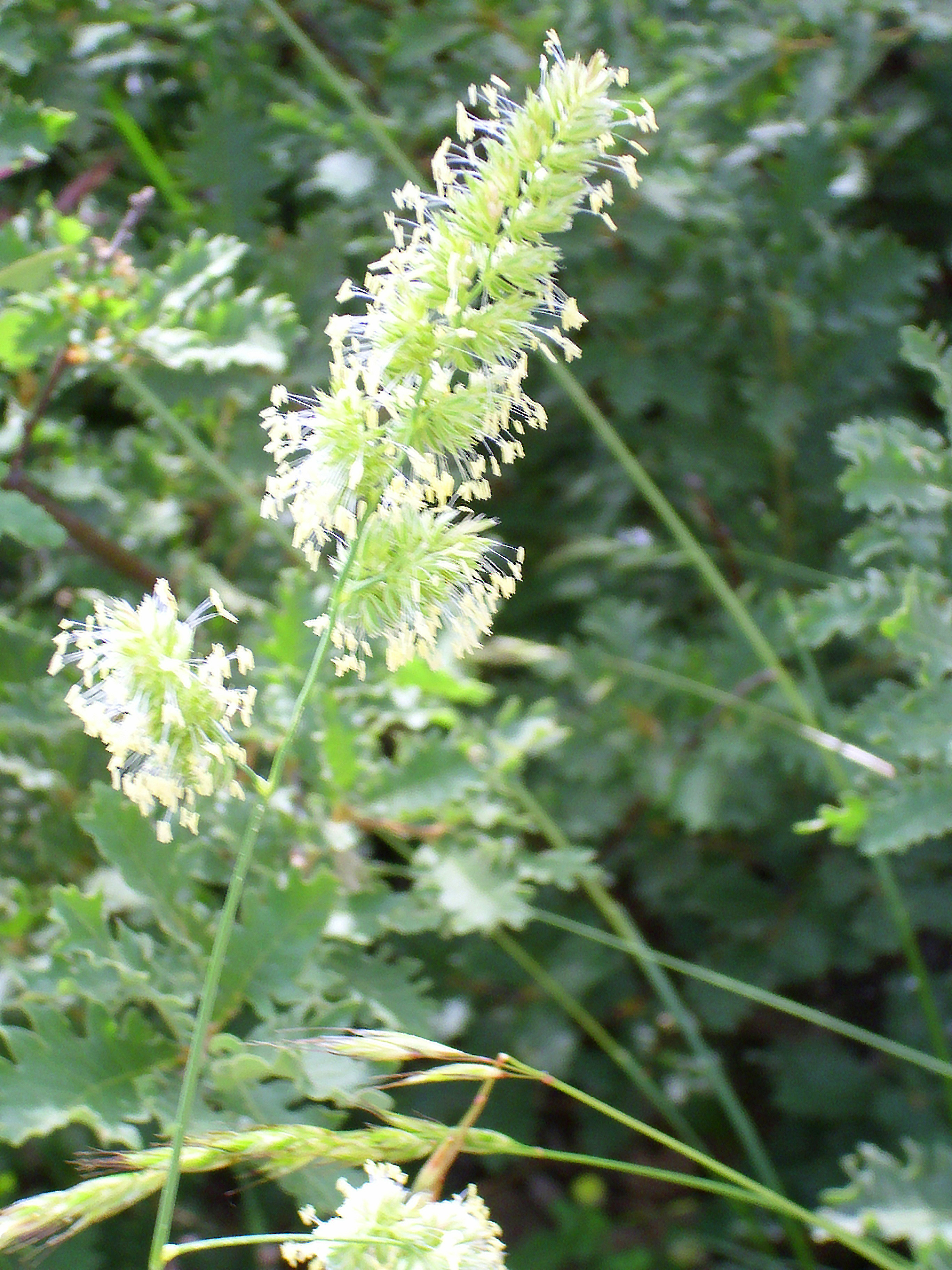
kivirágozva
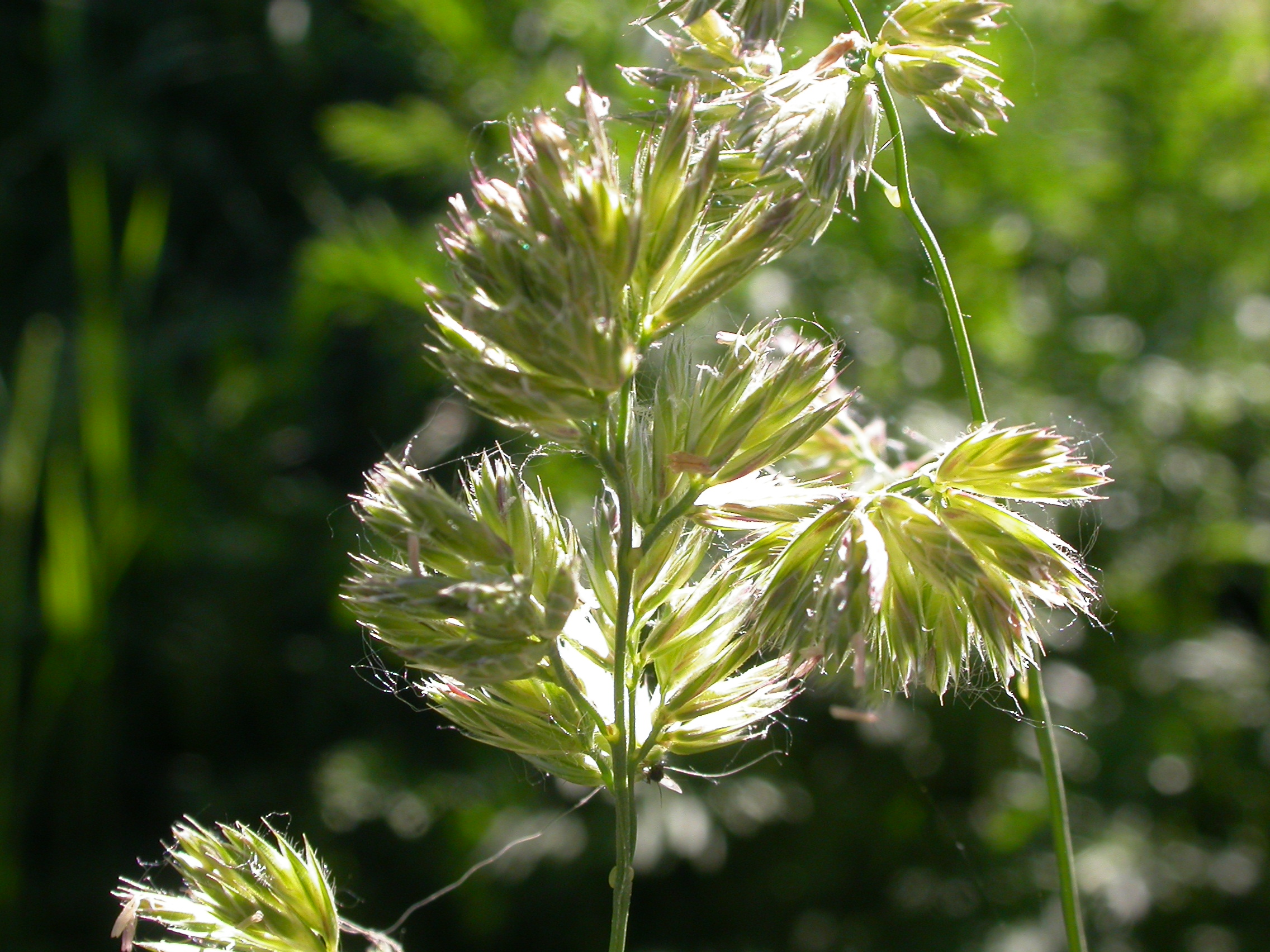
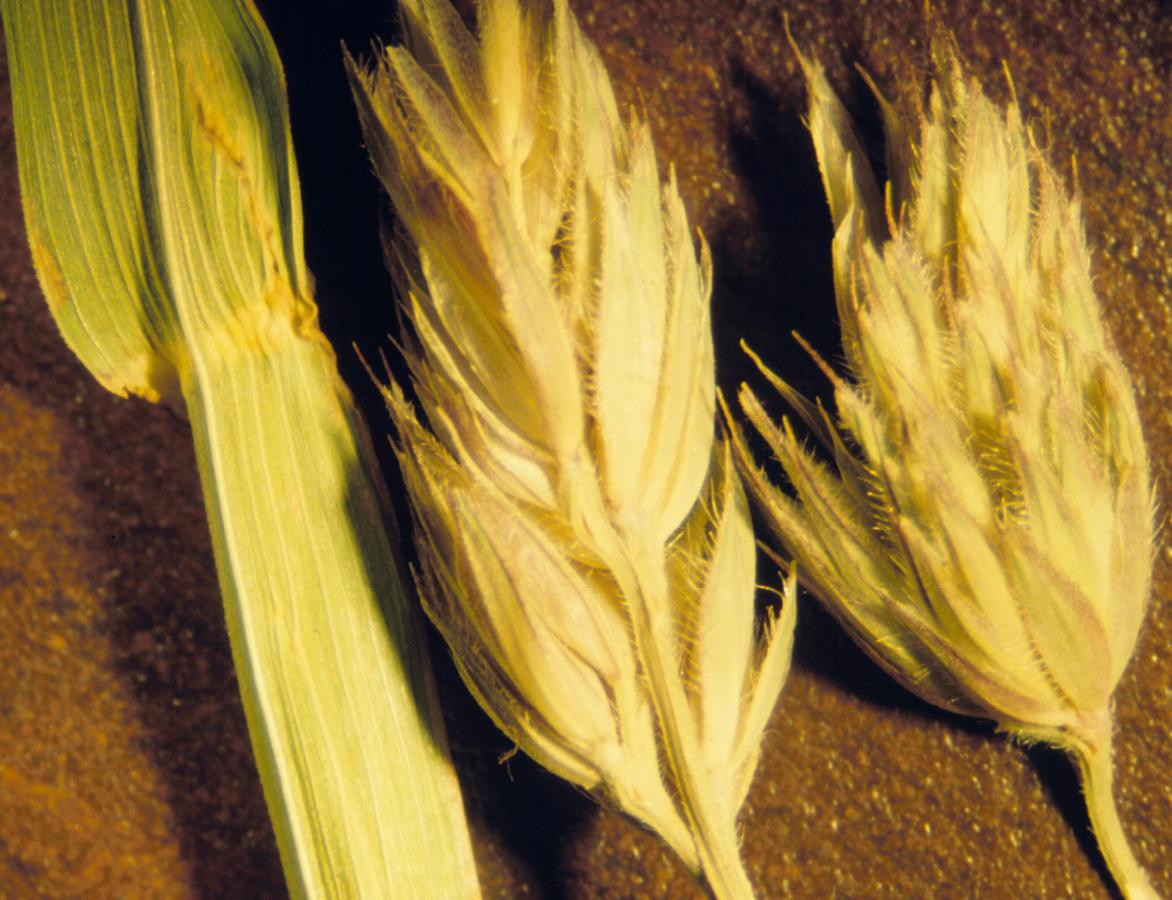
termései
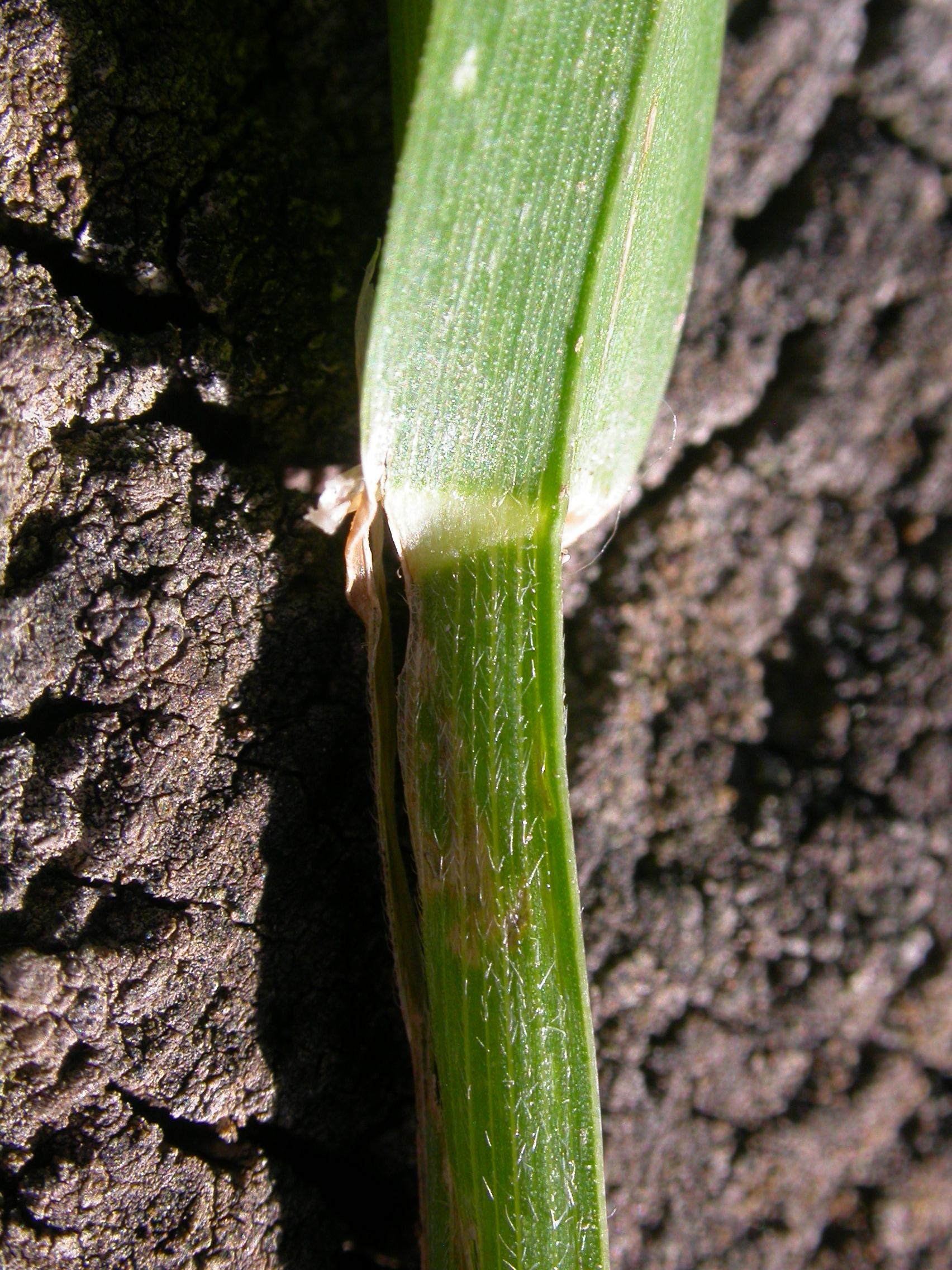
levelei
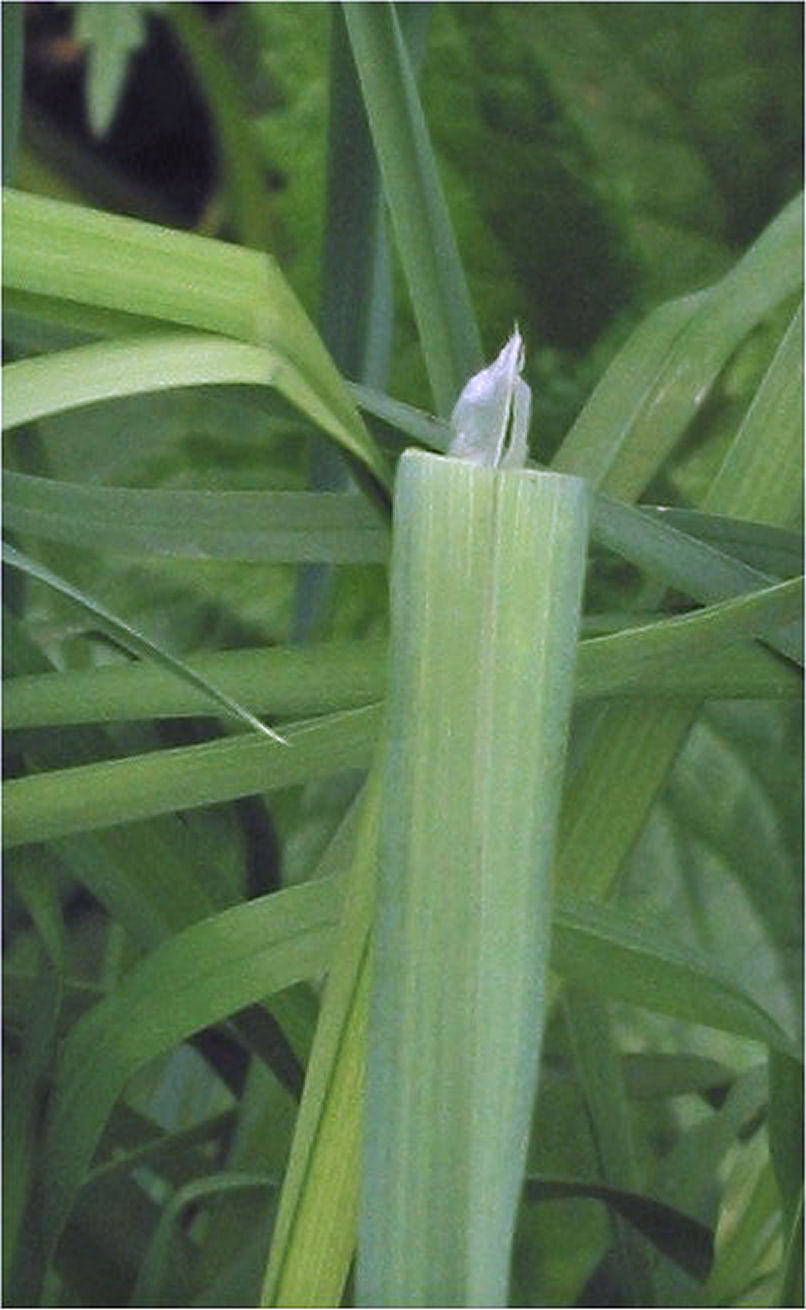
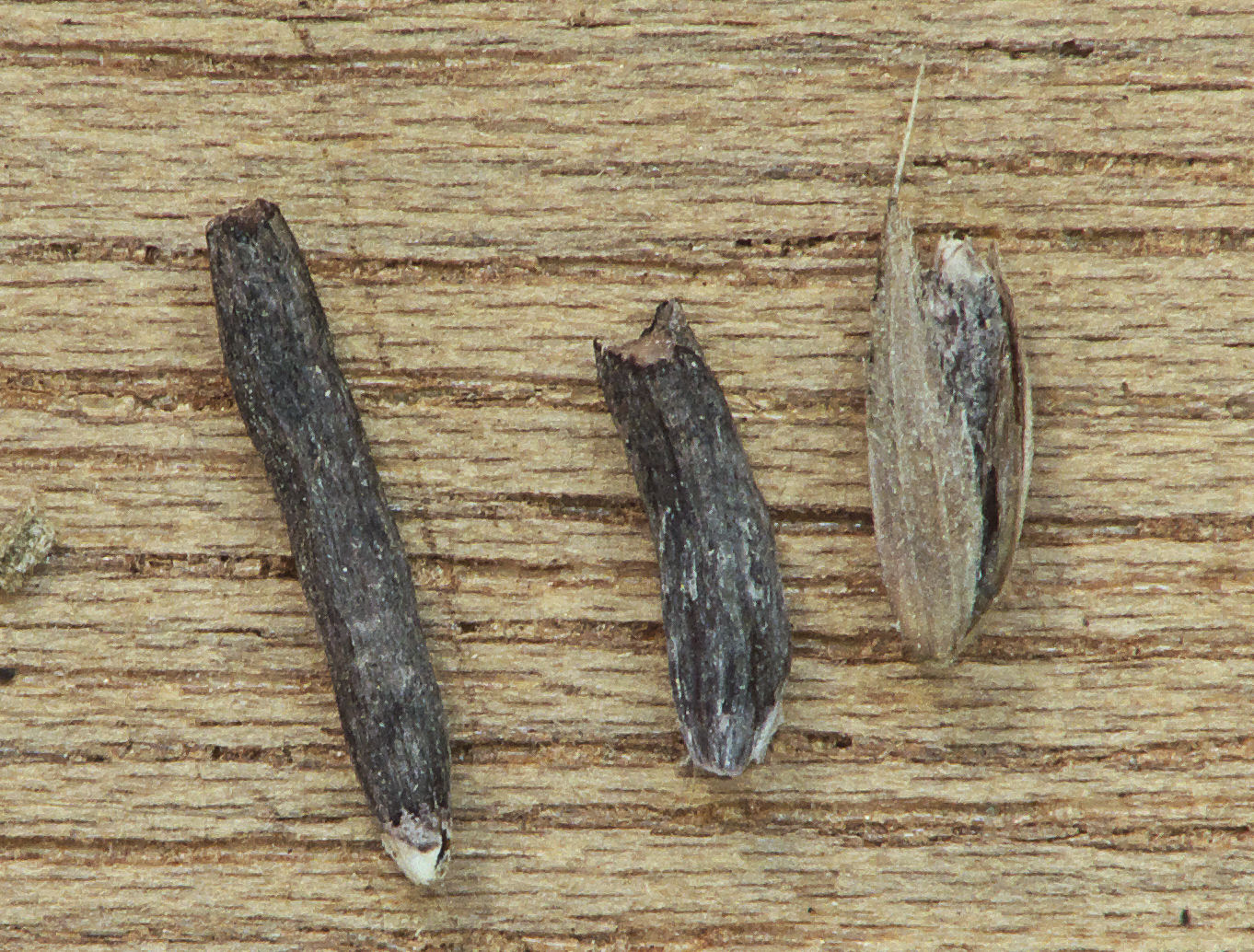
anyarozs (Claviceps purpurea) fertőzéssel
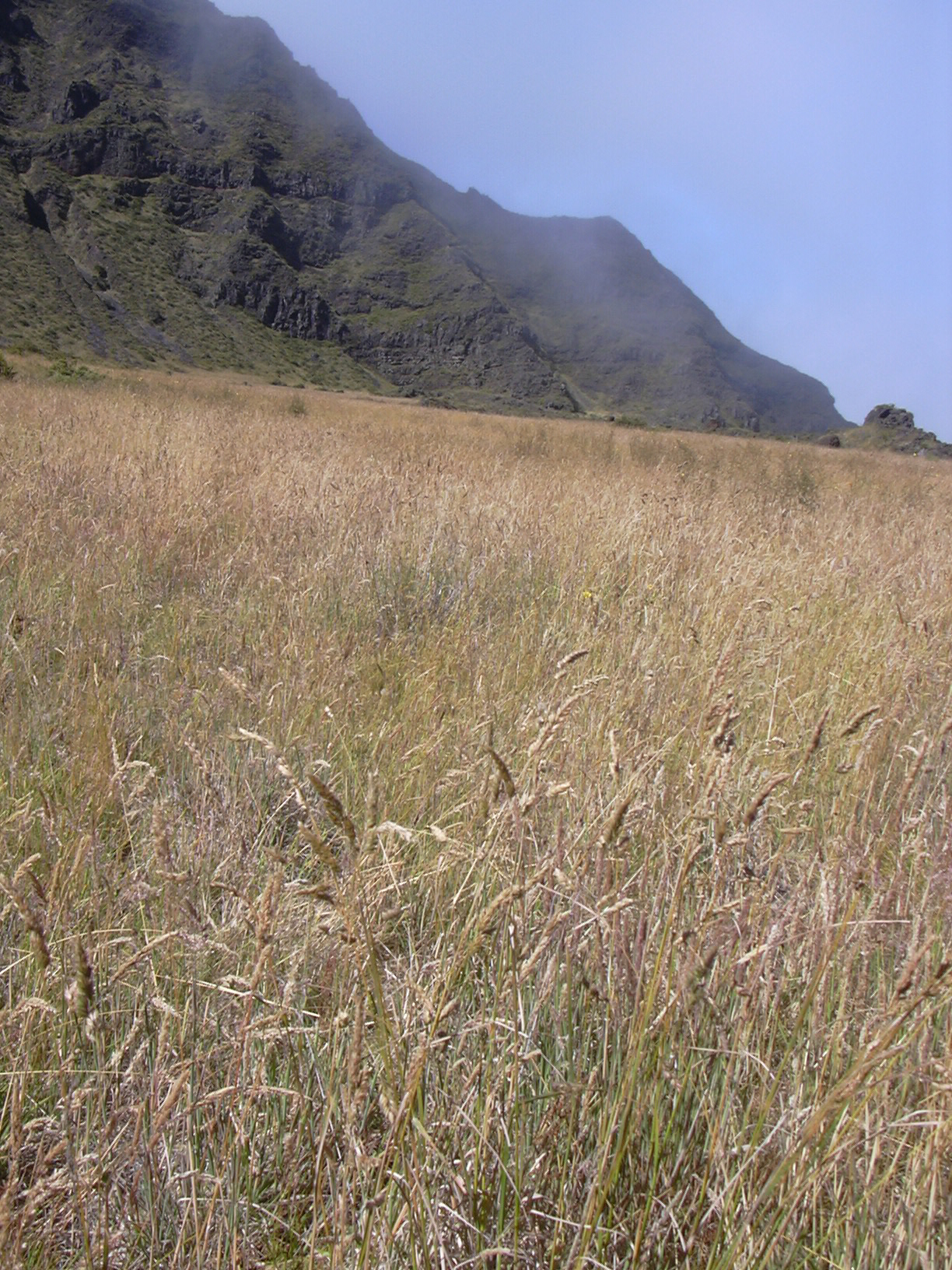
csomós ebír mező
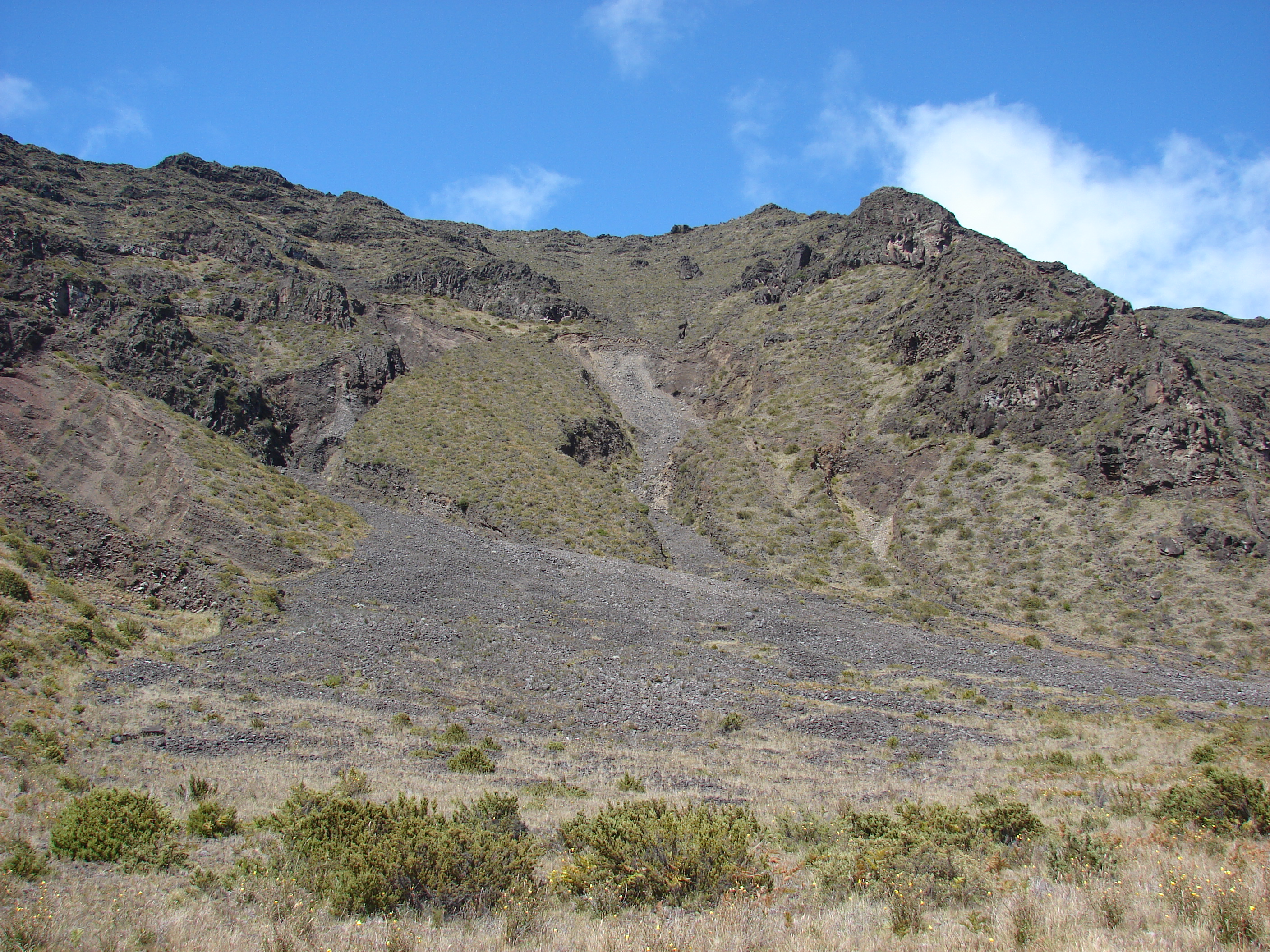
a természetben
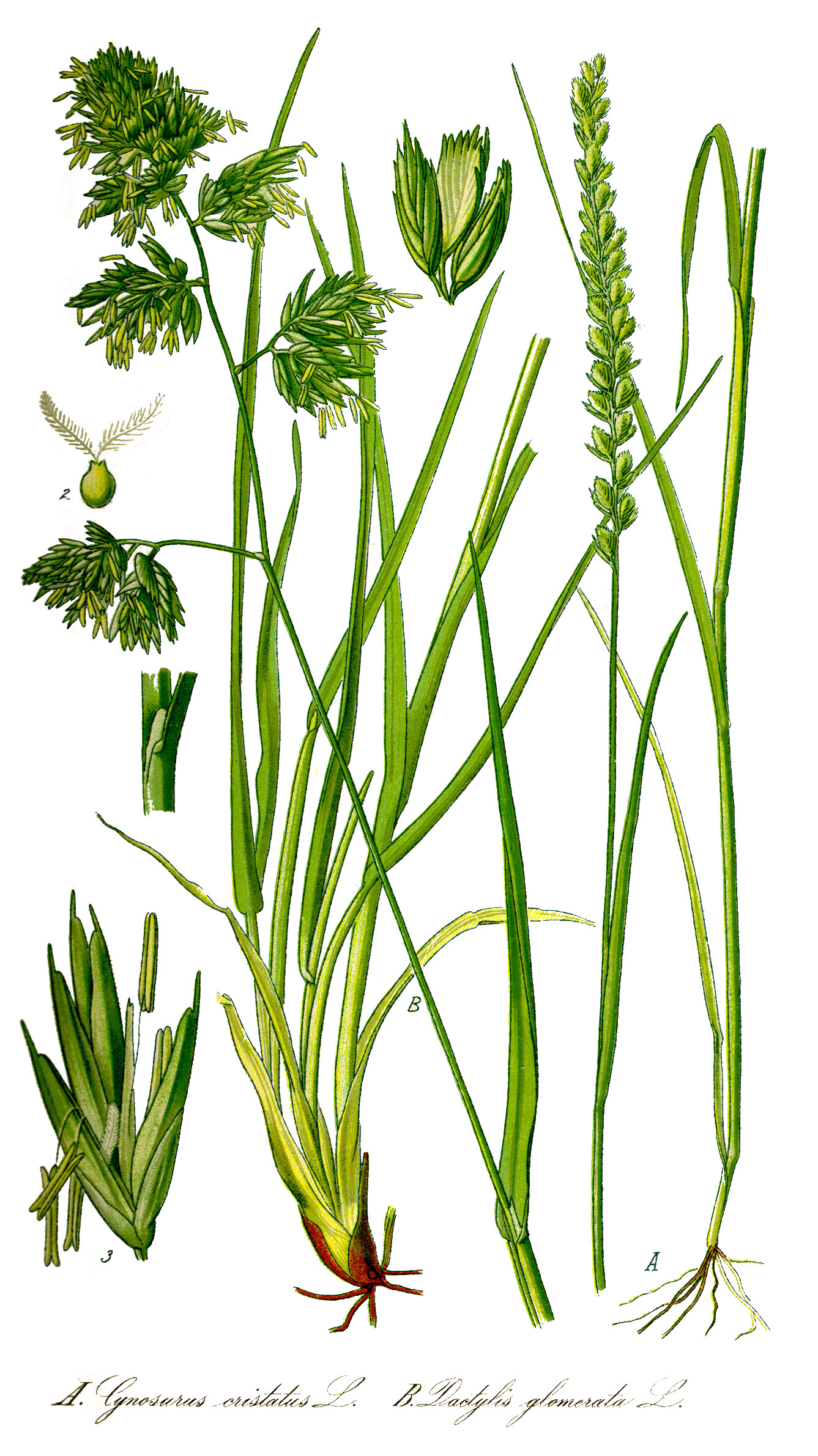
rajzok a növényről
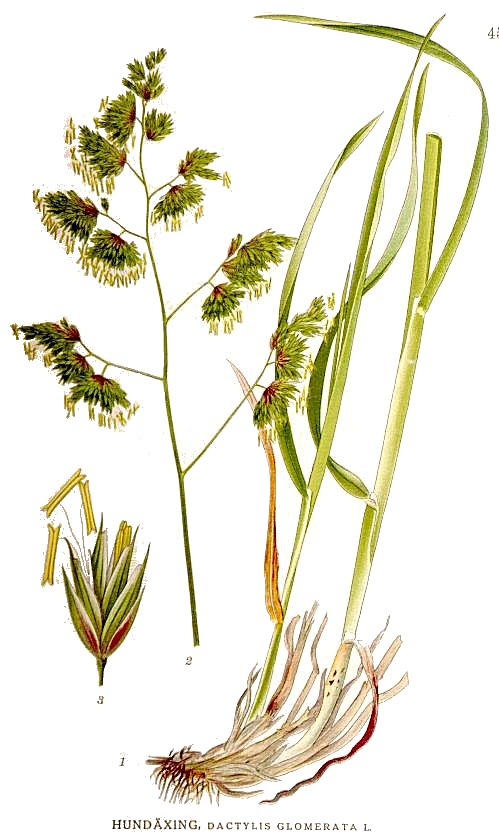